# Velvet d'Amour
Pour les articles homonymes, voir Damour.
Velvet d'Amour, née en 1967 à Rochester (État de New York), est un mannequin grande taille américain.

## Biographie
Depuis qu'elle était adolescente, Velvet voulait devenir mannequin. Cependant, selon son agent, même à 55 kg elle était encore trop grosse. Elle débute très tôt une carrière de photographe.
Elle se passionne très vite pour la France par suite de son attachement pour le monde de la mode.
Elle défile en 2005 pour John Galliano puis en octobre 2006, à Paris lors de la semaine des défilés pour Jean Paul Gaultier à la suite de la mort du mannequin brésilien Ana Carolina Reston pour cause d'anorexie mentale. Velvet déclara ensuite que lorsqu'elle pesait 54 kilos, son agence la « trouvait encore trop grosse » et que quand elle a réalisé être « en train de mourir », elle a cherché « un autre modèle ». C'est d'ailleurs cette année-là que Velvet D'amour est devenu l'égérie de Jean Paul Gaultier. La même année, elle joue dans le film Avida, présenté hors-compétition au Festival de Cannes 2006, où elle tient le rôle-titre. En 2009, elle participe au vidéoclip des Scarlet Queens Rock'n'Roll Girl, réalisé par François Grivelet.
Velvet partage maintenant sa vie entre Paris et New York où elle fait carrière dans le mannequinat et la photographie.
En 2010, elle participe à l'émission de téléréalité La Ferme Célébrités en Afrique diffusée sur TF1. Elle sera éliminée la neuvième semaine en demi-finale le 2 avril 2010.

## Filmographie
- 2006 : Avida de Gustave Kervern et Benoît Delépine: Avida
- 2010 : La Ferme Célébrités en Afrique (Télé-réalité)